# As Bolas de sabão (Manet)
As Bolas de sabão (Les Bulles de savon) é uma pintura do pintor francês Manet de 1867. A obra, que é um óleo sobre tela, representa o filho natural do artista, Léon Koelin-Leenhoff e inscreve-se como tal na série de retratos representando Leon, tais como A Criança com espada e Almoço no estúdio (ambos em Galeria).
O jovem com quinze anos diverte-se a fazer bolas de sabão a partir de uma calda de sabão numa tigela, talvez para simbolizar a brevidade da vida.
A obra foi adquirida por Calouste Gulbenkian, em Nova Iorque, em novembro de 1943 estando actualmente exposta no Museu Calouste Gulbenkian em Lisboa.

## Descrição
A apresentação no site do Museu Calouste Gulbenkian desta obra que faz parte do seu acervo refere ainda o seguinte:
| “ | O tema da pintura, a vanitas, o sentido da existência efémera, simbolizado pelas bolas de sabão, conhece através de Manet uma interpretação singular. Aspectos como o fundo escuro, a simplicidade das formas e a sobriedade da composição parecem evocar, contudo, uma obra com o mesmo título da autoria do pintor setecentista francês Jean-Siméon Chardin (em Galeria). O conteúdo alegórico não se sobrepõe, todavia, no presente caso, à autonomia plástica do discurso visual. Manet cria a sua expressão autónoma e impõe a partir do motivo uma afirmação da sua perceção sensorial, da sua subjectividade. Não é de excluir, também, a hipótese de o quadro poder constituir uma reflexão do autor sobre a perenidade da arte. O estilo livre e direto da composição, com recorte da figura bem definido, acentuado por um forte contraponto entre claro e escuro, traz à memória o génio de grandes mestres como Murillo e Frans Hals (...). | ” |

## O Artista
As obras de Edouard Manet imitam a pintura, não imitam a natureza. A maior parte das obras realizadas por Manet nos anos de 1860 teve uma influência explícita de alguns artistas, tais como Velásquez, Goya, Rubens, Van Dyck, Raphael, Ticiano, Giorgione, Veronese, Watteau e Chardin. Todos esses artistas correspondiam ao padrão de pintura defendido pelos museus no século XIX.
Manet, foi o percursor do movimento impressionista no mundo, ao fazer a representação de obras de forma que a composição dos traços fortes formassem um todo que por si só já era uma obra. Além disso, o artista fazia constantes citações à arte do passado, ligando de maneira única a modernidade com o período clássico. Por conta disso, os críticos da época menosprezavam e não enxergavam a mestria da obra do artista.

## Galeria

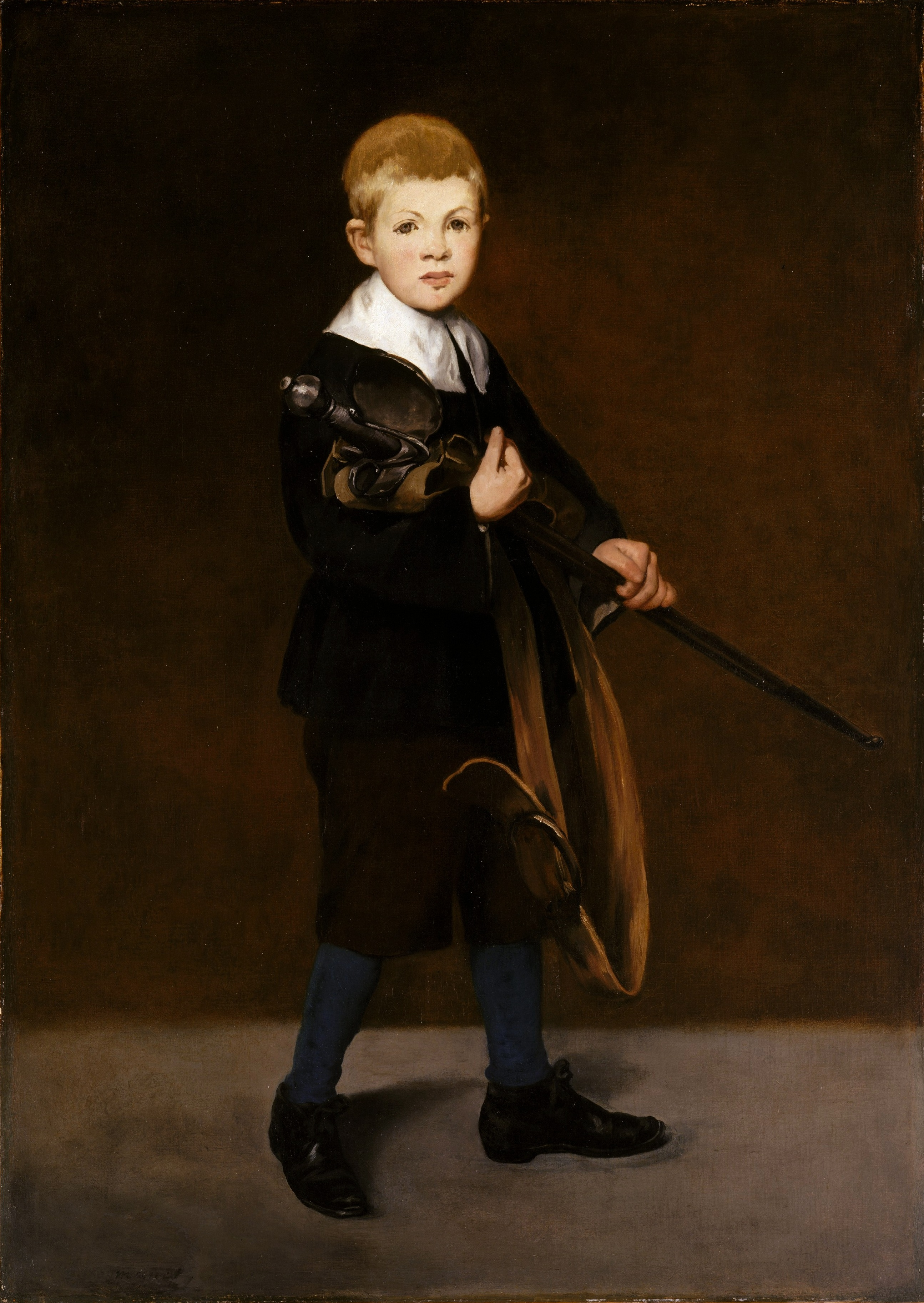
A Criança com espada (1861), Édouard Manet, Metropolitan Museum of Art de Nova Iorque
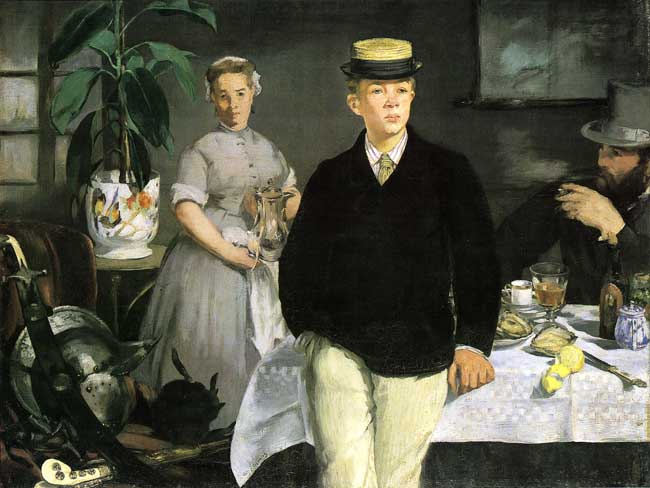
Almoço no estúdio (1868), Édouard Manet, Neue Pinakothek de Munique
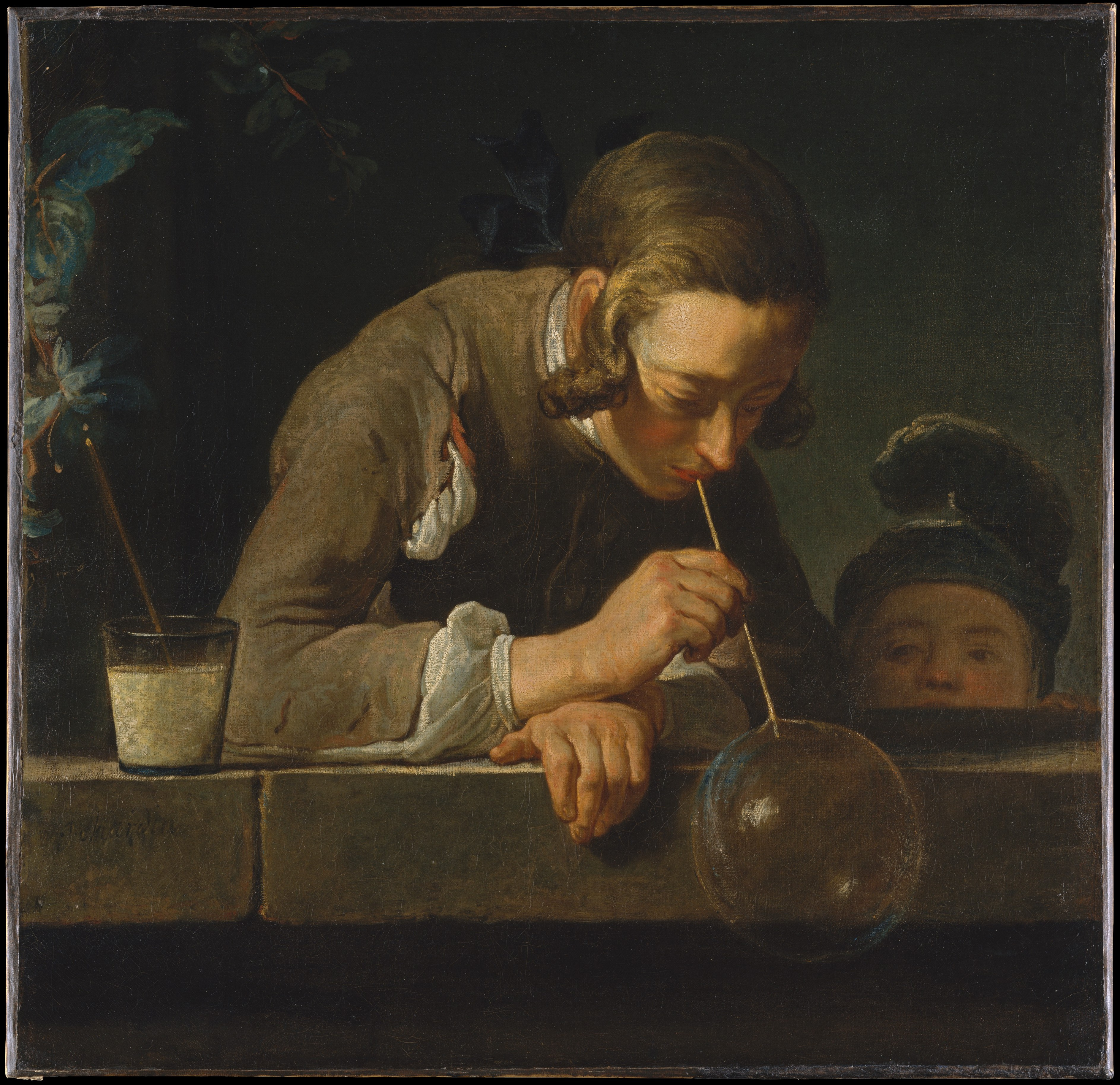
Bola de sabão, Jean-Baptiste-Siméon Chardin (1699-1779), Metropolitan Museum of Art de Nova Iorque